# Dicksonia decurrens
Dicksonia decurrens là một loài dương xỉ trong họ Dicksoniaceae. Loài này được Kl., Kze. mô tả khoa học đầu tiên năm 1850.
Danh pháp khoa học của loài này chưa được làm sáng tỏ. 